# داوسون (تكساس)
داوسون (بالإنجليزية: Dawson, Texas)‏ هي بلدة أمريكية تقع في الولايات المتحدة في مقاطعة نافارو، تكساس. يقدر عدد سكانها بـ 852 نسمة ومساحتها 4.6 كم2 وترتفع عن سطح البحر 147 متر.

## التركيبة السكانية
حدّد مكتب تعداد الولايات المتحدة بيانات التركيبة السكانية لداوسون في تعداد الولايات المتحدة. في ما يلي، التركيبة السكانية حسب تعدادي 2000 و2010.

### تعداد عام 2000
بلغ عدد سكان داوسون 852 نسمة بحسب تعداد عام 2000، وبلغ عدد الأسر 361 أسرة وعدد العائلات 230 عائلة مقيمة في البلدة. في حين سجلت الكثافة السكانية 182.4 نسمة لكل كيلومتر مربع (472.4/ميل2). وبلغ عدد الوحدات السكنية 408 وحدة بمتوسط كثافة قدره 87.4 لكل كيلومتر مربع (226.4/ميل2).
وتوزع التركيب العرقي للبلدة بنسبة 80.99% من البيض و15.14% من الأمريكيين الأفارقة و0.12% من الأمريكيين الأصليين و0.12% من الأمريكيين ذوي الأصول الآسيوية و1.64% من الأعراق الأخرى و2% من عرقين مختلطين أو أكثر و6.34% من الهسبانيون أو اللاتينيون من أي عرق.
بلغ عدد الأسر 361 أسرة كانت نسبة 29.4% منها لديها أطفال تحت سن الثامنة عشر تعيش معهم، وبلغت نسبة الأزواج القاطنين مع بعضهم البعض 46.8% من أصل المجموع الكلي للأسر، ونسبة 13% من الأسر كان لديها معيلات من الإناث دون وجود شريك،  بينما كانت نسبة 3.9% من الأسر لديها معيلون من الذكور دون وجود شريكة وكانت نسبة 36.3% من غير العائلات. تألفت نسبة 34.6% من أصل جميع الأسر من عدة أفراد يعيشون في نفس المنزل ونسبة 23% كانت تتألف من شخص يعيش بمفرده يبلغ من العمر 65 عاماً أو أكثر. وبلغ متوسط حجم الأسرة المعيشية 2.36، أما متوسط حجم العائلات فبلغ 3.07.
بلغ العمر الوسطي للسكان 40.3 عاماً. وكانت نسبة 24.1% من القاطنين تحت سن الثامنة عشر، وكانت نسبة 7.6% بين الثامنة عشر والرابعة والعشرين عاماً، ونسبة 23.9% كانت واقعةً في الفئة العمرية ما بين الخامسة والعشرين والرابعة والأربعين عاماً، ونسبة 21.7% كانت ما بين الخامسة والأربعين والرابعة والستين، ونسبة 22.7% كانت ضمن فئة الخامسة والستين عاماً فما فوق. يوجد لكل 100 أنثى 90.6 ذكر، ويوجد لكل 100 أنثى في الثامنة عشر من عمرها فما فوق 81.2 ذكر.
بلغ متوسط دخل الأسرة في البلدة 25,658 دولارًا، أما متوسط دخل العائلة فبلغ 40,441 دولارًا. وكان متوسط دخل الذكور 30,250 دولارًا مقابل 20,417 دولارًا للإناث. وسجل دخل الفرد الخاص بالبلدة 13,190 دولارًا. وكانت نسبة 13.2% من العائلات ونسبة 20.9% من السكان تحت خط الفقر، وكان من هؤلاء نسبة 27.8% تحت سن الثامنة عشر ونسبة 27.1% في الخامسة والستين من العمر وما فوق.

### تعداد عام 2010
بلغ عدد سكان داوسون 807 نسمة بحسب تعداد عام 2010، وبلغ عدد الأسر 347 أسرة وعدد العائلات 229 عائلة مقيمة في البلدة. في حين سجلت الكثافة السكانية 172.8 نسمة لكل كيلومتر مربع (447.5/ميل2). وبلغ عدد الوحدات السكنية 420 وحدة بمتوسط كثافة قدره 89.9 لكل كيلومتر مربع (232.8/ميل2).
وتوزع التركيب العرقي للبلدة بنسبة 78.69% من البيض و15.74% من الأمريكيين الأفارقة و0.99% من الأمريكيين الأصليين و2.60% من الأعراق الأخرى و1.98% من عرقين مختلطين أو أكثر و6.44% من الهسبانيون أو اللاتينيون من أي عرق.
بلغ عدد الأسر 347 أسرة كانت نسبة 32.6% منها لديها أطفال تحت سن الثامنة عشر تعيش معهم، وبلغت نسبة الأزواج القاطنين مع بعضهم البعض 44.7% من أصل المجموع الكلي للأسر، ونسبة 17% من الأسر كان لديها معيلات من الإناث دون وجود شريك،  بينما كانت نسبة 4.3% من الأسر لديها معيلون من الذكور دون وجود شريكة وكانت نسبة 34% من غير العائلات. تألفت نسبة 30.5% من أصل جميع الأسر من عدة أفراد يعيشون في نفس المنزل ونسبة 14.7% كانت تتألف من شخص يعيش بمفرده يبلغ من العمر 65 عاماً أو أكثر. وبلغ متوسط حجم الأسرة المعيشية 2.33، أما متوسط حجم العائلات فبلغ 2.89.
بلغ العمر الوسطي للسكان 41.2 عاماً. وكانت نسبة 23.9% من القاطنين تحت سن الثامنة عشر، وكانت نسبة 7.6% بين الثامنة عشر والرابعة والعشرين عاماً، ونسبة 22.9% كانت واقعةً في الفئة العمرية ما بين الخامسة والعشرين والرابعة والأربعين عاماً، ونسبة 27.1% كانت ما بين الخامسة والأربعين والرابعة والستين، ونسبة 18.5% كانت ضمن فئة الخامسة والستين عاماً فما فوق. وتوزع التركيب الجنسي للسكان بنسبة 46.3% ذكور و53.7% إناث.

## أعلام
- جيمي لورانس
- أنجانيت كومر